# Czujnik (skała)

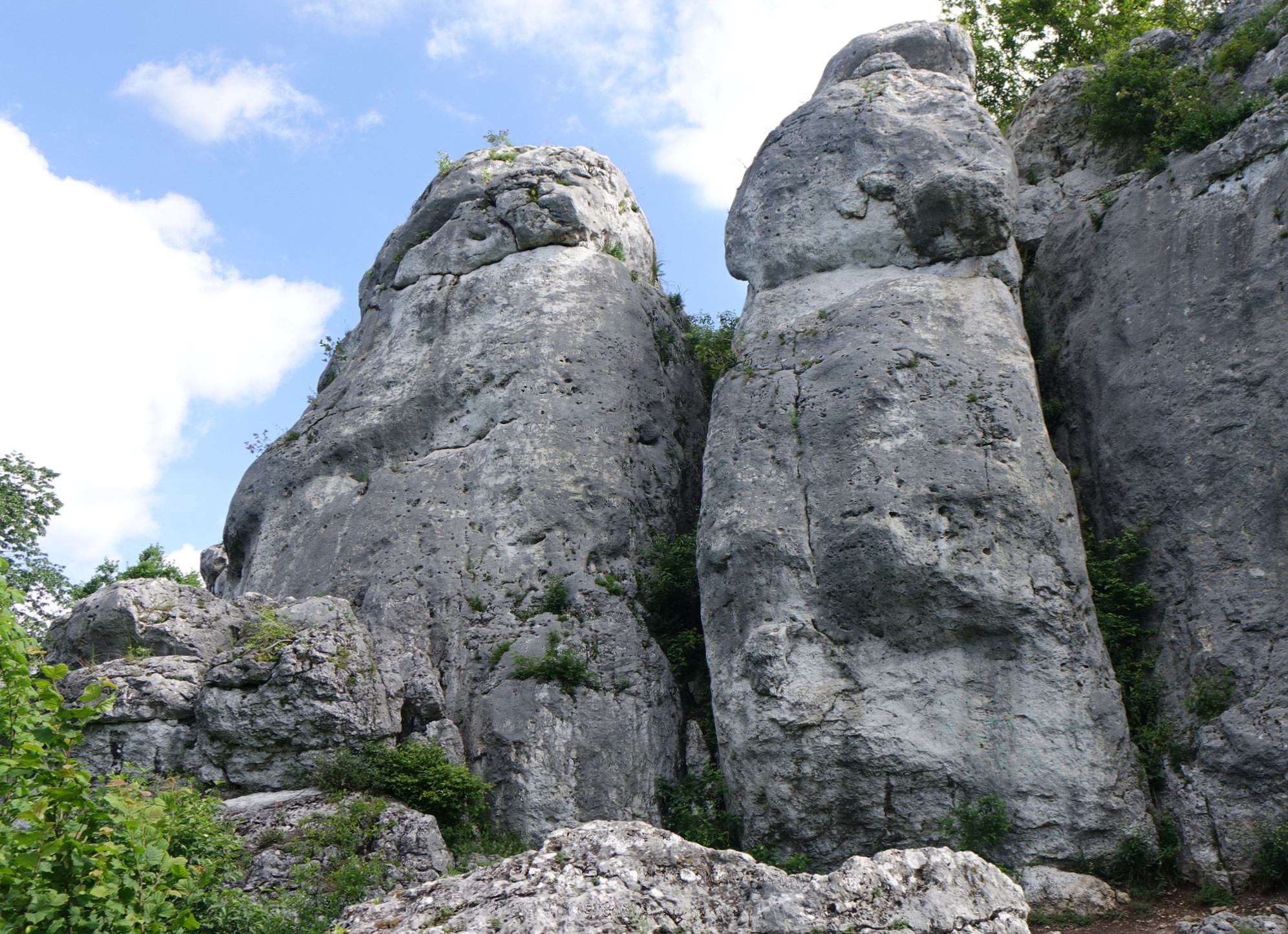
Czujnik i Świnka

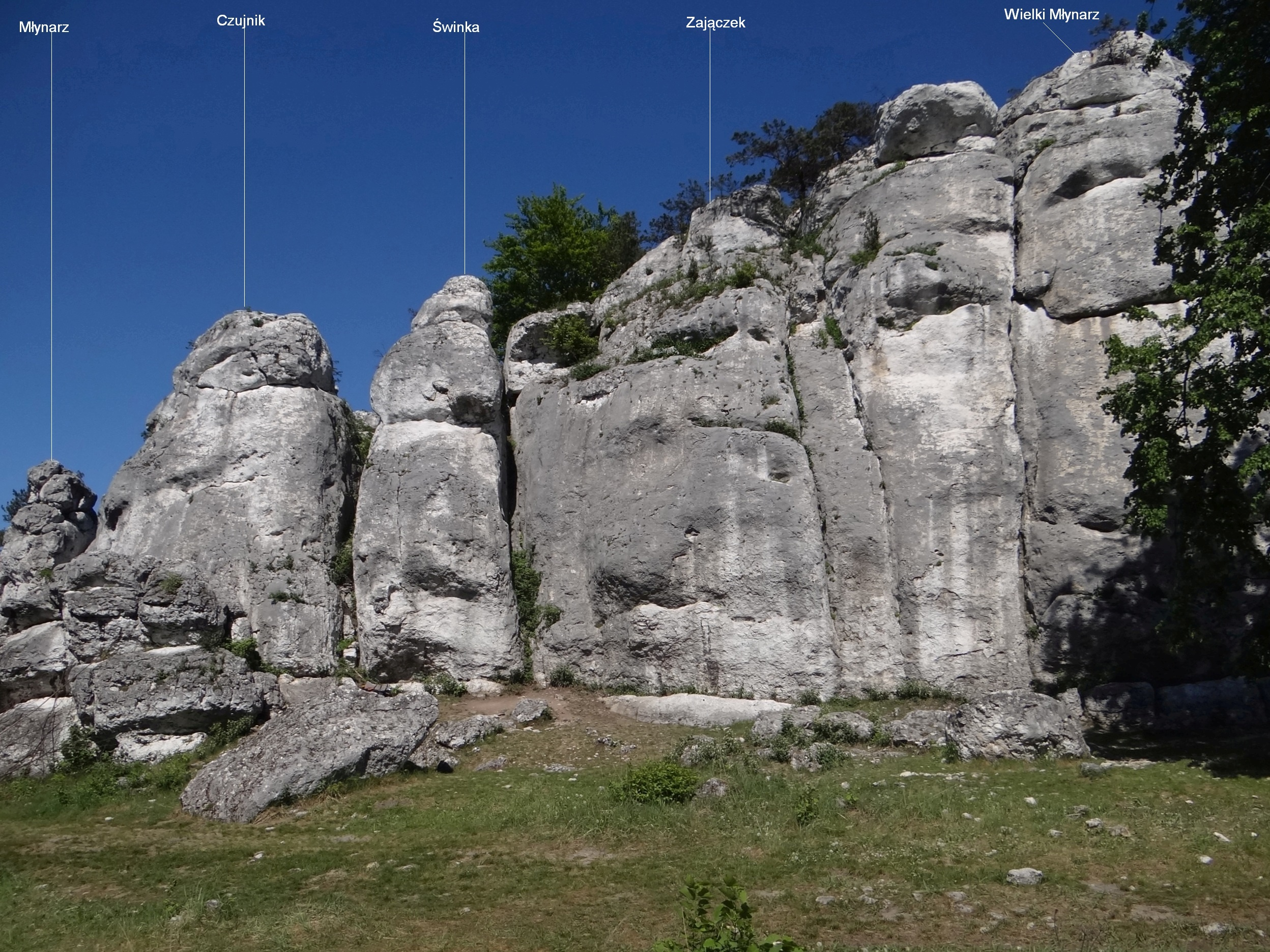
Młynarze

Czujnik – skała na wzniesieniu Góra Zborów w miejscowości Kroczyce w województwie śląskim, w powiecie zawierciańskim, w gminie Kroczyce. Wzniesienie to należy do tzw. Skał Kroczyckich i znajduje się w obrębie rezerwatu przyrody Góra Zborów na Wyżynie Częstochowskiej.
Czujnik znajduje się pomiędzy Młynarzem i Świnką w grupie skał zwanej Młynarzami. Zbudowany jest z wapieni, ma wysokość 12 m i znajduje się na otwartym terenie. Na Czujniku uprawiana jest wspinaczka skalna i wśród wspinaczy jest on bardzo popularny. Poprowadzili na nim 9 dróg wspinaczkowych o trudności od IV do VI.2+ w skali polskiej. Na wszystkich zamontowano stałe punkty asekuracyjne; ringi (r) i stanowiska zjazdowe (st).

## Drogi wspinaczkowe
1. Lewy kant; 4r + st, IV
2. Ruda małpa; 5r + st, VI.1
3. Trzecia Pilchówka; 5r + st, VI.2
4. Droga Omańskiego; 5r + st, VI.2
5. Prostowanie trzeciej Pilchówki; 7r + st, VI.2+
6. Lewy budzik; 5r + st, VI.2
7. Środkowy budzik; 5r + st, VI+
8. Prawy budzik; 4r + st, VI.1+
9. Króliczek; 5r + st, VI+[1].

## Piesze szlaki turystyczne
Obok Czujnika prowadzą 2 szlaki turystyczne.
 Szlak Orlich Gniazd: Góra Janowskiego – Podzamcze – Karlin – Żerkowice – Morsko – Góra Zborów – Zdów-Młyny – Bobolice – Mirów – Niegowa.
 Szlak Rzędkowicki: Mrzygłód – Myszków – Góra Włodowska – Rzędkowickie Skały – Góra Zborów (parking u stóp góry)